# Толькмицко (гмина)
Толькмицко (пол. Tolkmicko) — городско-сельская гмина (волость) в Польше, входит как административная единица в Эльблонгский повет, Варминьско-Мазурское воеводство. Население — 6631 человек (на 2004 год).

## Демография
| Перепись                       | Всего   | Всего | Женщины | Женщины | Мужчины | Мужчины |
| ------------------------------ | ------- | ----- | ------- | ------- | ------- | ------- |
| Единицы                        | человек | %     | человек | %       | человек | %       |
| Население                      | 6631    | 100   | 3350    | 50,5    | 3281    | 49,5    |
| Плотность населения (чел./км²) | 29,4    | 29,4  | 14,9    | 14,9    | 14,6    | 14,6    |

## Соседние гмины
1. Эльблонг
2. Гмина Эльблонг
3. Гмина Фромборк
4. Крыница-Морска
5. Гмина Милеево
6. Гмина Млынары
7. Гмина Штутово